# メイ・マレー
メイ・マレー （Mae Murray、1885年5月10日 - 1965年3月23日）は、アメリカ合衆国のサイレント映画の女優。ニューヨーク出身。ダンスの名手として人気を誇った。

## 生涯
本名はマリー・アドリエンヌ・ケーニッグ（Marie Adrienne Koenig）といい、ドイツ移民の家庭で生まれた。1906年からダンサーとしてブロードウェイの舞台に立った。1908年からレヴューを見せるジーグフェルド・フォリーズに加わった。
クラブのダンサーとしてアメリカ国内やヨーロッパをまわり、踊りの相方にはクリフトン・ウェッブ、ルドルフ・ヴァレンティノ、ジョン・ギルバートらが知られる。
1916年に映画デビュー。映画監督ロバート・Z・レナードと1918年に結婚、MGMのスターとなる。1920年代が人気の絶頂期で、トーキーの時代に入ると声が映画向きでないこと、40歳を過ぎても娘役ばかりやりたがることなどが災いし、人気が急落していった。
引退後は、それまで大スターとして生活したため金銭感覚が全くなく、すぐに貧窮した。晩年には老化も手伝い、メイ・マレーという名前でツケがきくと思いこみ、無銭乗車をしてバスからたたき出されたりしていた。この奇行が、ビリー・ワイルダーが映画『サンセット大通り』で描いた元大女優ノーマ・デズモンドのキャラクターの元であるといわれている。

## 主な映画出演作品

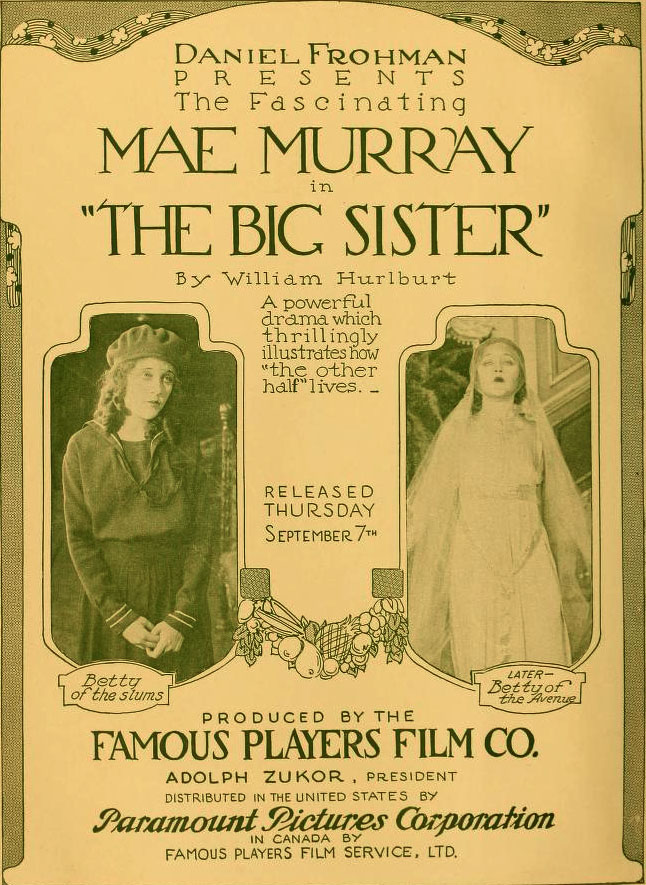
『連なる縁』 The Big Sister (1916年)
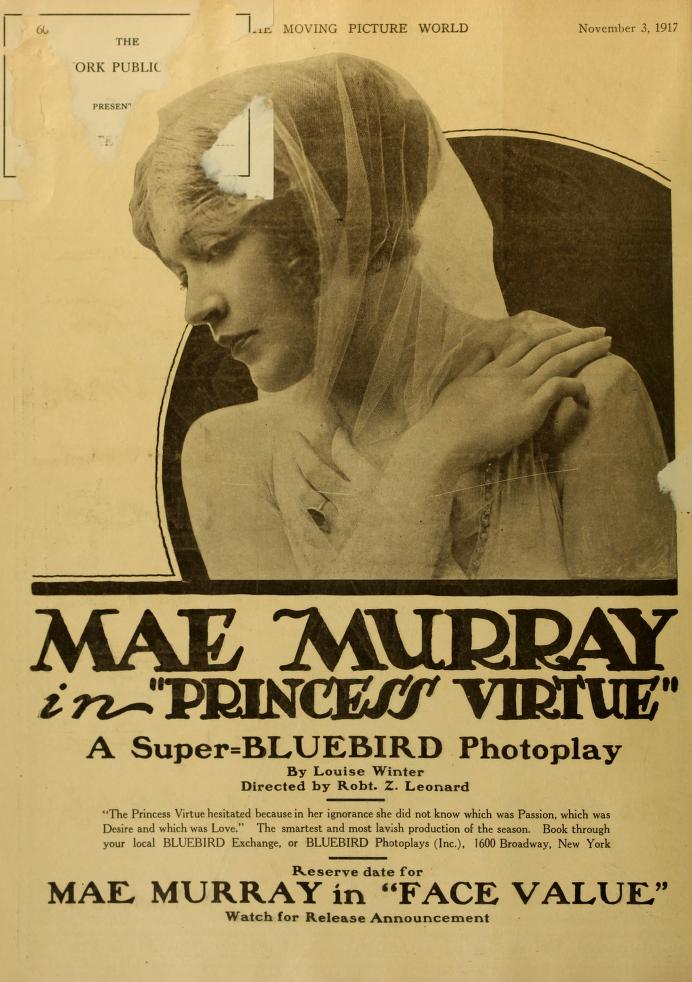
『モルモンの少女』 A Mormon Maid (1917年)
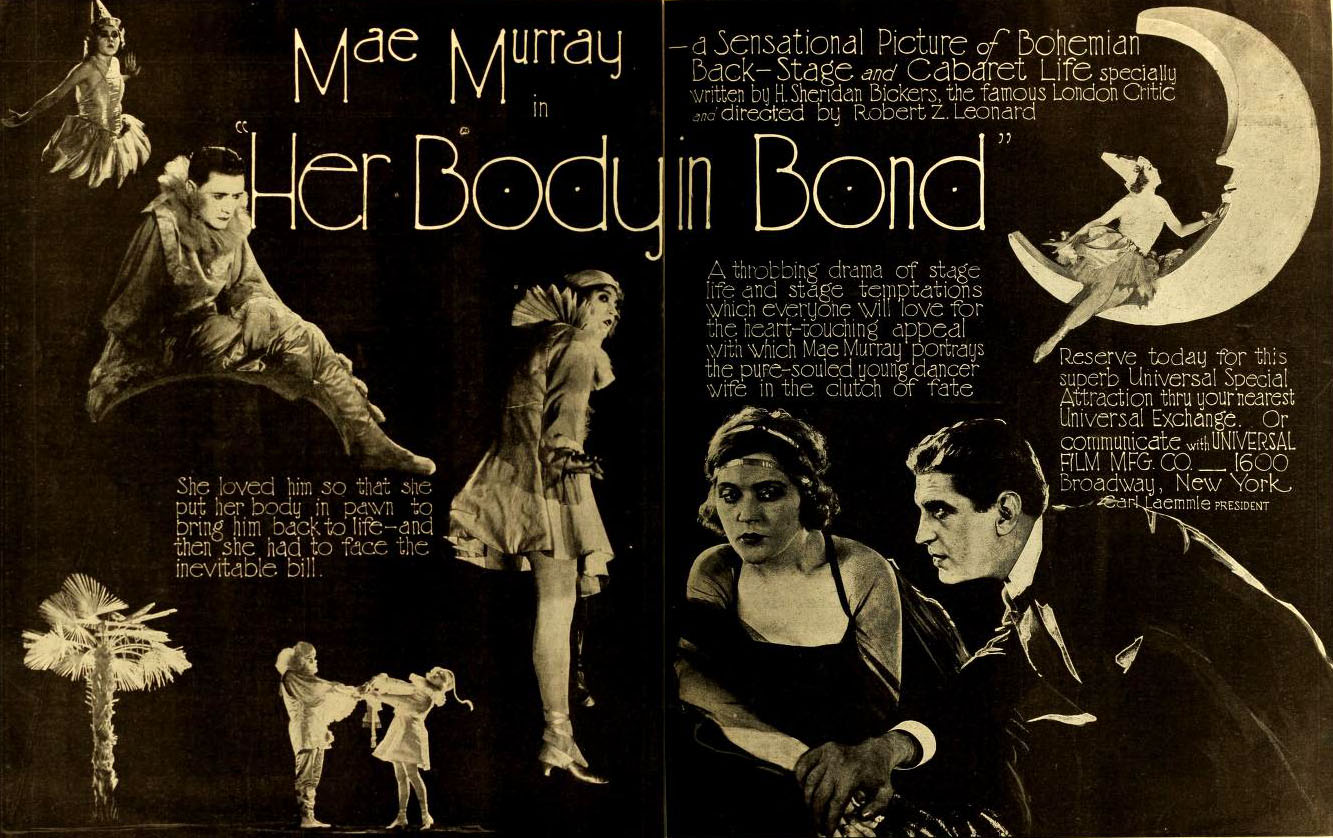
『春の夢』 Princess Virtue (1917年)
- 『醒めし女』 The Bride's Awakening (1918年)
- 『血の涙』 Her Body in Bond (1918年)
- 『濡衣』 Modern Love (1918年)
- 『咲く花散る花』 The Twin Pawns (1919年)
- 『孔雀の舞』 The Delicious Little Devil (1919年)
- 『小羊と少女』 What Am I Bid? (1919年)
- 『黎明』 Big Little Person (1919年)
- 『赤ちゃん嫁』 The A.B.C. of Love (1919年)
- 『踊り狂ひて』 On with the Dance (1920年)
- 『愛する権利』 The Right to Love (1920年)
- 『泥人形』 Idols of Clay (1920年)
- 『金色の舞』 The Gilded Lily (1921年)
- 『孔雀の路』 Peacock Alley (1922年)
- 『女の魅力』 Fascination (1922年)
- 『舞姫悲し』 Broadway Rose (1922年)
- 『フランス人形』 The French Doll (1923年)
- 『漂泊の踊子』 Fashion Row (1923年)
- 『舞踊王国』 Jazzmania (1923年)
- 『夜半の狂魂』 Mademoiselle Midnight (1924年)
- 『歓楽の唇』 Circe, the Enchantress (1924年)
- 『メリー・ウィドウ』 The Merry Widow (1925年)
- 『ヴァレンシア』 Valencia (1926年)